# Bussnang
Bussnang är en ort och kommun i distriktet Weinfelden i kantonen Thurgau, Schweiz. Kommunen har 2 572 invånare (2023).
Förutom Bussnang finns i kommunen orterna Friltschen och Mettlen samt ett antal byar.
Järnvägsfordonstillverkaren Stadler Rail har huvudkontor och fabrik i Bussnang.